# زمین‌لرزه ۲۰۰۸ سولاوسی
زمین‌لرزه سولاوسی  در تاریخ ۱۶ نوامبر ۲۰۰۸ میلادی، برابر با ‎۲۶ آبان ۱۳۸۷، ساعت ۱۷:۰۲:۳۲٫۷ به زمان یوتی‌سی در اندونزی ، منطقه سولاوسی رخ داد.ژرفای این زلزله ۳۰٫۰ کیلومتر بود. بزرگی آن ۷٫۳ در مقیاس Mw بدست آمده‌است.
بیشینهٔ شدت آن در مقیاس مرکالی، VII اعلام شده‌است.شمار کشتگان نزدیک به ۴ نفر گزارش شده‌است.
پروژهٔ جهانی تنسور گشتاور مرکزوار پارامتر زمان مرکزوار زمین‌لرزه را با اختلاف ۱۱٫۱ ثانیه نسبت به زمان رخداد اشاره شده در بالا و مختصات مرکزوار را در ۱°۳۰′شمالی ۱۲۲°۰۳′شرقی / ۱٫۵۰°شمالی ۱۲۲٫۰۵°شرقی محاسبه کرد و همچنین، ژرفا در ۲۹٫۲ کیلومتر بدست آمده‌است. در این محاسبات زاویه‌های (راستا، شیب، ریک) گسل سازندهٔ زمین‌لرزه و صفحه عمود بر آن برابر با (°۹۲، °۲۰، ° ۸۴) یا (°۲۷۸، °۷۰، ° ۹۲) حاصل شده‌است.